# Liste von Burgen, Schlössern und Festungen in Spanien
Diese Liste führt Burgen, Schlösser und Festungen in Spanien auf.

## Andalusien

### Provinz Almería
| Name                                | Ort | Typ  | Entstehungszeit | Erhaltungszustand und heutige Nutzung | Bild |
| ----------------------------------- | --- | ---- | --------------- | ------------------------------------- | ---- |
| Alcazaba de Almería                 |     |      |                 |                                       |      |
| Castillo de San Cristóbal (Almería) |     |      |                 |                                       |      |
| Castillo de Vélez-Blanco            |     | Burg | 16. Jhd.        |                                       |      |
| Batería de San Felipe               |     |      |                 |                                       |      |
| Batería de San Pedro                |     |      |                 |                                       |      |
| Castillo de Cuevas del Almanzora    |     |      |                 |                                       |      |
| Castillo de Gérgal                  |     |      |                 |                                       |      |
| Torre de Macenas                    |     |      |                 |                                       |      |
| Batería de San Juan de los Terreros |     |      |                 |                                       |      |
| Batería de Santa Ana                |     |      |                 |                                       |      |
| Batería de Guardias Viejas          |     |      |                 |                                       |      |
| Castillo de Puebla de Almenara      |     |      |                 |                                       |      |

### Provinz Cádiz
| Name                                              | Ort | Typ | Entstehungszeit | Erhaltungszustand und heutige Nutzung | Bild |
| ------------------------------------------------- | --- | --- | --------------- | ------------------------------------- | ---- |
| Castillo de Aznalmara                             |     |     |                 |                                       |      |
| Castillo de Berroquejo                            |     |     |                 |                                       |      |
| Castillo del Espíritu Santo                       |     |     |                 |                                       |      |
| Castillo de Gigonza                               |     |     |                 |                                       |      |
| Castillo de Melgarejo                             |     |     |                 |                                       |      |
| Castillo de Santa Catalina (Cádiz)                |     |     |                 |                                       |      |
| Castillo de San Sebastián (Cádiz)                 |     |     |                 |                                       |      |
| Castillo de Sancti Petri                          |     |     |                 |                                       |      |
| Castillo de San Romualdo                          |     |     |                 |                                       |      |
| Castillo de San Marcos (El Puerto de Santa María) |     |     |                 |                                       |      |
| Fuerte de San Luis                                |     |     |                 |                                       |      |
| Castillo de Guzmán el Bueno                       |     |     |                 |                                       |      |
| Castillo de Tarifa                                |     |     |                 |                                       |      |
| Alcazaba Califal de Tarifa                        |     |     |                 |                                       |      |
| Castillo de Zahara de la Sierra                   |     |     |                 |                                       |      |
| Castillo de Zahara de los Atunes                  |     |     |                 |                                       |      |
| Castillo de Jimena de la Frontera                 |     |     |                 |                                       |      |
| Castillo de Alcalá de los Gazules                 |     |     |                 |                                       |      |
| Castillo de Bornos                                |     |     |                 |                                       |      |
| Castillo de Olvera                                |     |     |                 |                                       |      |
| Castillo de Carastas                              |     |     |                 |                                       |      |
| Castillo de Setenil de las Bodegas                |     |     |                 |                                       |      |
| Castillo de Arcos de la Frontera                  |     |     |                 |                                       |      |
| Castillo de Benaocaz                              |     |     |                 |                                       |      |
| Castillo de Tavizna                               |     |     |                 |                                       |      |
| Castillo de San Lorenzo del Puntal                |     |     |                 |                                       |      |
| Castillo del Puntal                               |     |     |                 |                                       |      |
| Castillo de Conil de la Frontera                  |     |     |                 |                                       |      |
| Alcázar de Jerez de la Frontera                   |     |     |                 |                                       |      |
| Castillo Fortaleza de Tempul (Algar)              |     |     |                 |                                       |      |
| Castillo de La Cortadura                          |     |     |                 |                                       |      |
| Castillo de Vejer de la Frontera                  |     |     |                 |                                       |      |
| Castillo de Ben Alud                              |     |     |                 |                                       |      |
| Castillo de Luna (Rota)                           |     |     |                 |                                       |      |
| Castillo de Torre-Alháquime                       |     |     |                 |                                       |      |
| Castillo de Fátima (Ubrique)                      |     |     |                 |                                       |      |
| Castillo de Matrera (Villamartín)                 |     |     |                 |                                       |      |
| Castillo de Berrueco (Jerez de la Frontera)       |     |     |                 |                                       |      |
| Castillo de Torrestrella                          |     |     |                 |                                       |      |
| Castillo de Santiago (Sanlúcar de Barrameda)      |     |     |                 |                                       |      |
| Castillo de Medina-Sidonia                        |     |     |                 |                                       |      |
| Castillo de Algeciras                             |     |     |                 |                                       |      |
| Castillo del Lirio (Chiclana de la Frontera)      |     |     |                 |                                       |      |
| Castillo de Carteia (San Roque)                   |     |     |                 |                                       |      |
| Castillo de Fatetar                               |     |     |                 |                                       |      |
| Castillo de Doña Blanca                           |     |     |                 |                                       |      |

### Provinz Córdoba
- Alcazaba de Bujalance
- Alcázar de los Reyes Cristianos
- Castillo de Almodóvar del Río
- Castillo de Belalcázar
- Castillo de Belmez
- Castillo de Espejo
- Castillo de Zuheros

### Provinz Granada

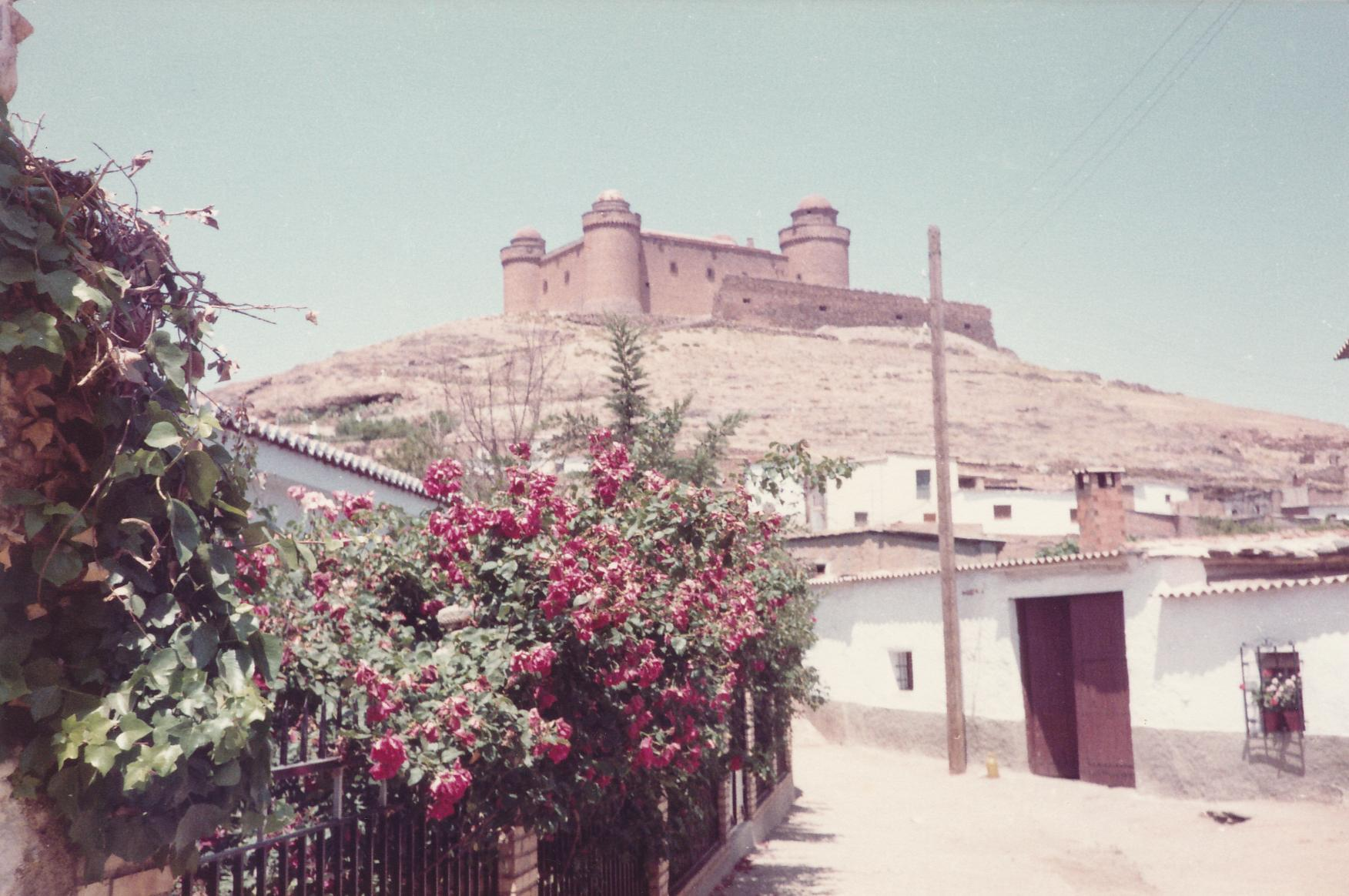
Castillo de La Calahorra

- Castillo de Lanjarón

- Castillo de Salobreña
- Castillo de Motril
- Alcazaba de Guadix

- Alhambra
- Castillo de La Calahorra
- Alcazaba de Loja

### Provinz Huelva
- Castillo de Aracena
- Castillo de Ayamonte
- Castillo de Cortegana
- Castillo de Cartaya
- Castillo de Moguer
- Castillo de Niebla
- Castillo de San Pedro

### Provinz Jaén
- Castillo de Alcaudete
- Castillo de Andújar
- Castillo de Arjona
- Castillo de Begíjar
- Castillo de Boabdil (Porcuna)

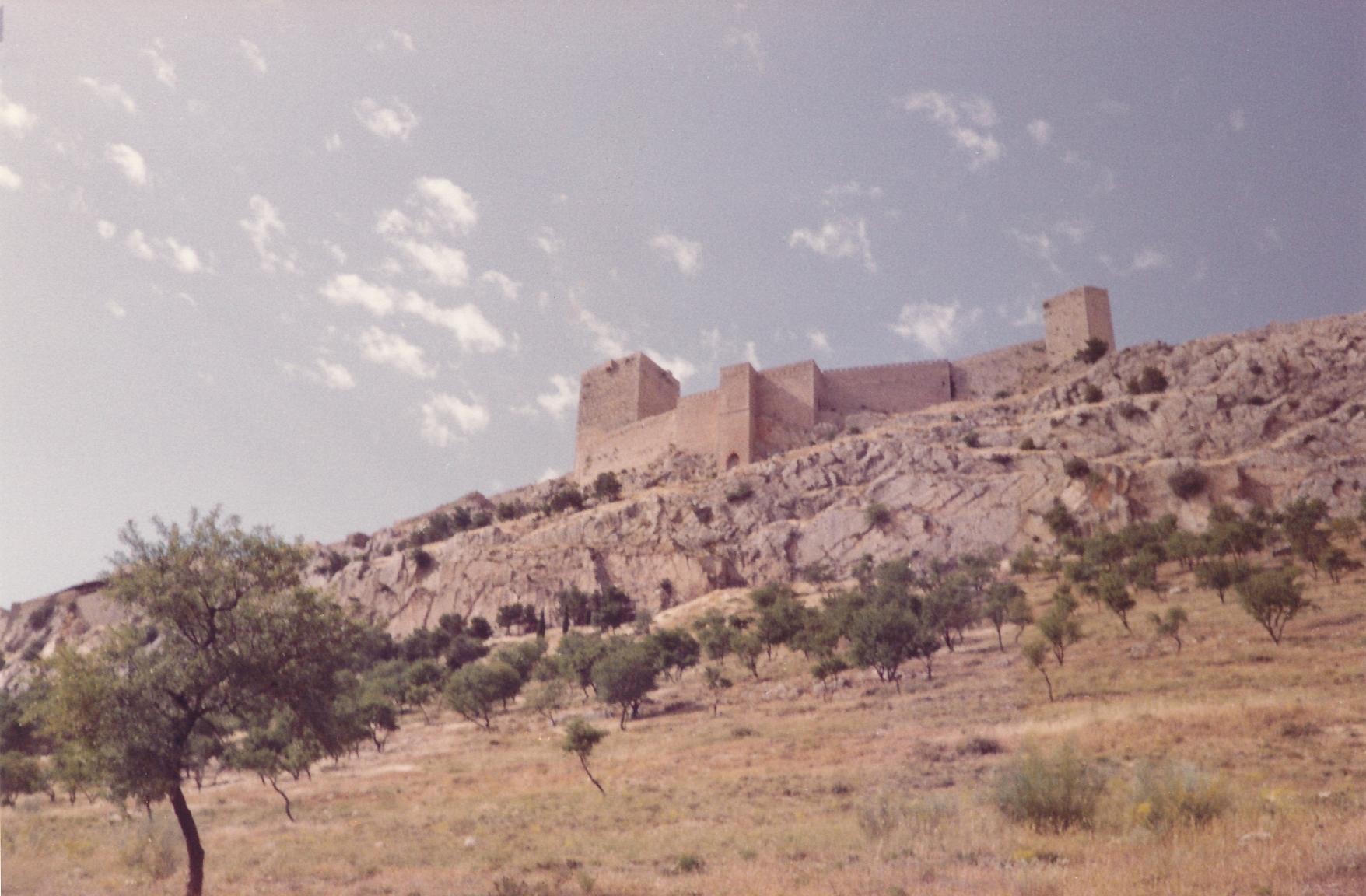
Castillo de Santa Catalina

- Castillo de Burgalimar (Baños de la Encina)
- Castillo de Canena
- Castillo de Castro Ferral (Santa Elena)
- Castillo de Giribaile (Vilches)
- Castillo de Jamilena
- Castillo de la Encomienda de Víboras
- Castillo de La Guardia de Jaén
- Castillo de la Iruela
- Castillo de la Mota (Alcalá la Real)
- Castillo de la Peña (Martos)
- Castillo de la Tobaruela (Linares)
- Castillo de la Villa (Martos)
- Castillo del Berrueco (Torredelcampo)
- Castillo de Linares
- Castillo de Lopera
- Castillo de Sabiote
- Castillo del Trovador Macías (Arjonilla)
- Castillo de Navas de Tolosa (La Carolina)
- Castillo de Otíñar
- Castillo de Torredonjimeno
- Castillo de Santa Catalina (Jaén)
- Castillo de Santa Eufemia (Cástulo)
- Castillo de Segura de la Sierra
- Castillo de Vilches

### Provinz Málaga
- Castillo de Gibralfaro
- Alcazaba de Málaga
- Castillo de Bentomiz
- Castillo  de Sohail
- Alcazaba de Vélez-Málaga
- Alcazaba de Antequera
- Castillo de Zalia

### Provinz Sevilla
- Alcázar del Rey Don Pedro (Carmona)
- Alcázar de la puerta de Sevilla (Carmona)
- Castillo de Cote (Montellano)
- Castillo de El Coronil
- Castillo de las Aguzaderas (El Coronil)
- Castillo de Los Molares
- Castillo de Luna (Mairena del Alcor)
- Castillo de Marchenilla (Alcalá de Guadaíra)
- Castillo de Morón de la Frontera
- Castillo de Utrera
- Reales Alcázares (Sevilla)
- Alcazar de Alcalá de Guadaíra

## Aragonien

### Provinz Huesca

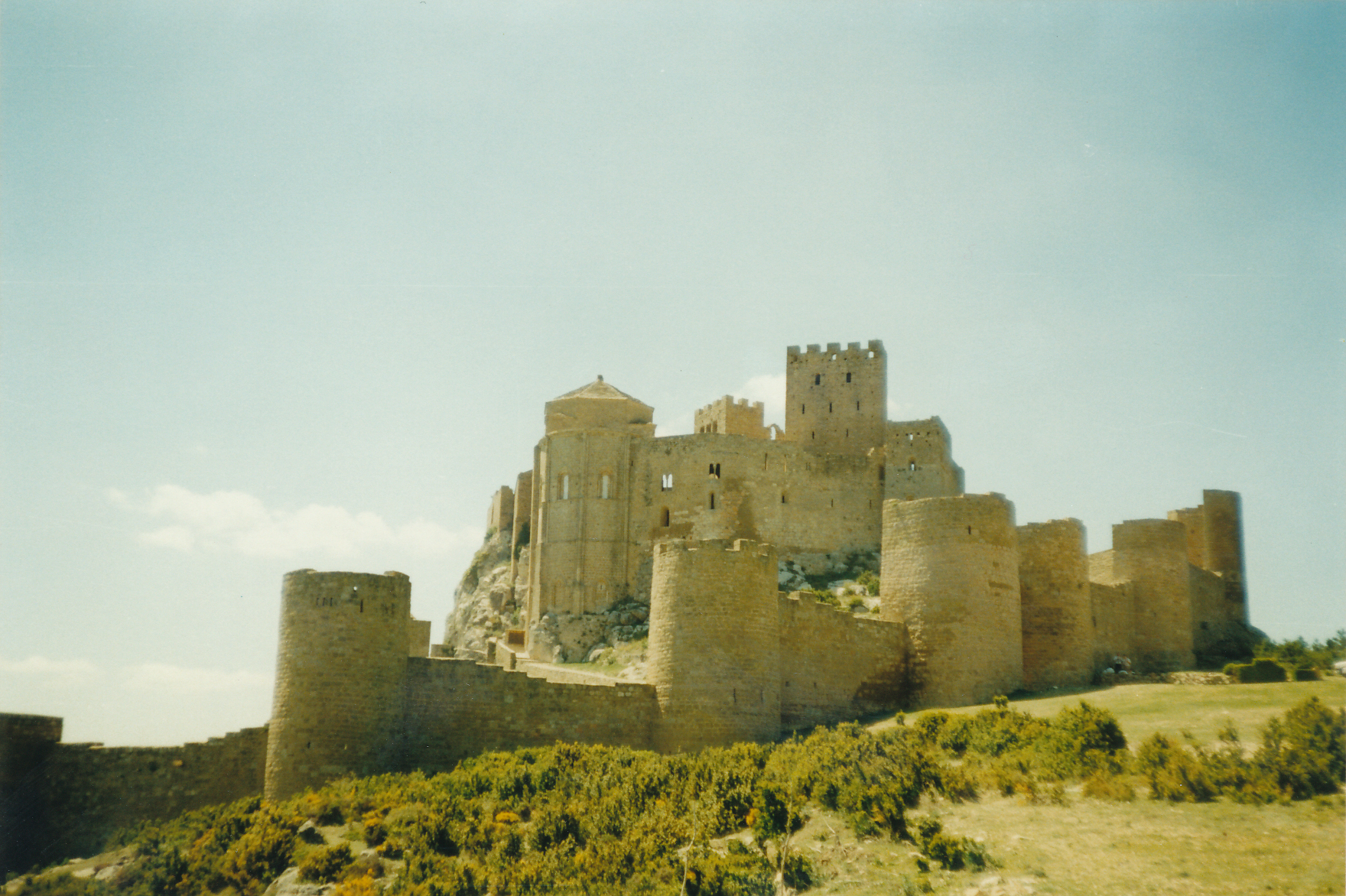
Castillo de Loarre

- Castillo de Boltaña
- Castillo de Loarre
- Castillo de Marcuello
- Castillo de Monzón
- Zitadelle von Jaca

### Provinz Teruel
- Castillo de Albarracín
- Castillo de los Calatravos
- Castillo de Peracense
- Castillo de Tornos

### Provinz Saragossa
- Castillo de La Aljafería (Zaragoza)
- Castillo de Biel
- Castillo de Luesia
- Castillo de Mequinenza
- Castillo de Sádaba
- Castillo de Sibirana
- Castillo de Uncastillo

## Asturien
- Castillo de Las Caldas

## Kantabrien
- Castillo de Allendelagua
- Castillo de Agüero
- Castillo de Argüeso
- Castillo de Castro Urdiales
- Castillo de Montehano
- Castillo de Piñeres
- Castillo de Pedraja
- Castillo de San Felices de Buelna
- Castillo de San Vicente de la Barquera
- Castillo de Suances
- Torre de Mogrovejo y casona señorial.
- Torre del Infantado (Potes)
- Torre de Proaño (Hermandad de Campoo de Suso)
- Torre fortificada de Venero de Castillo

## Autonome Gemeinschaft Katalonien

### Provinz Barcelona

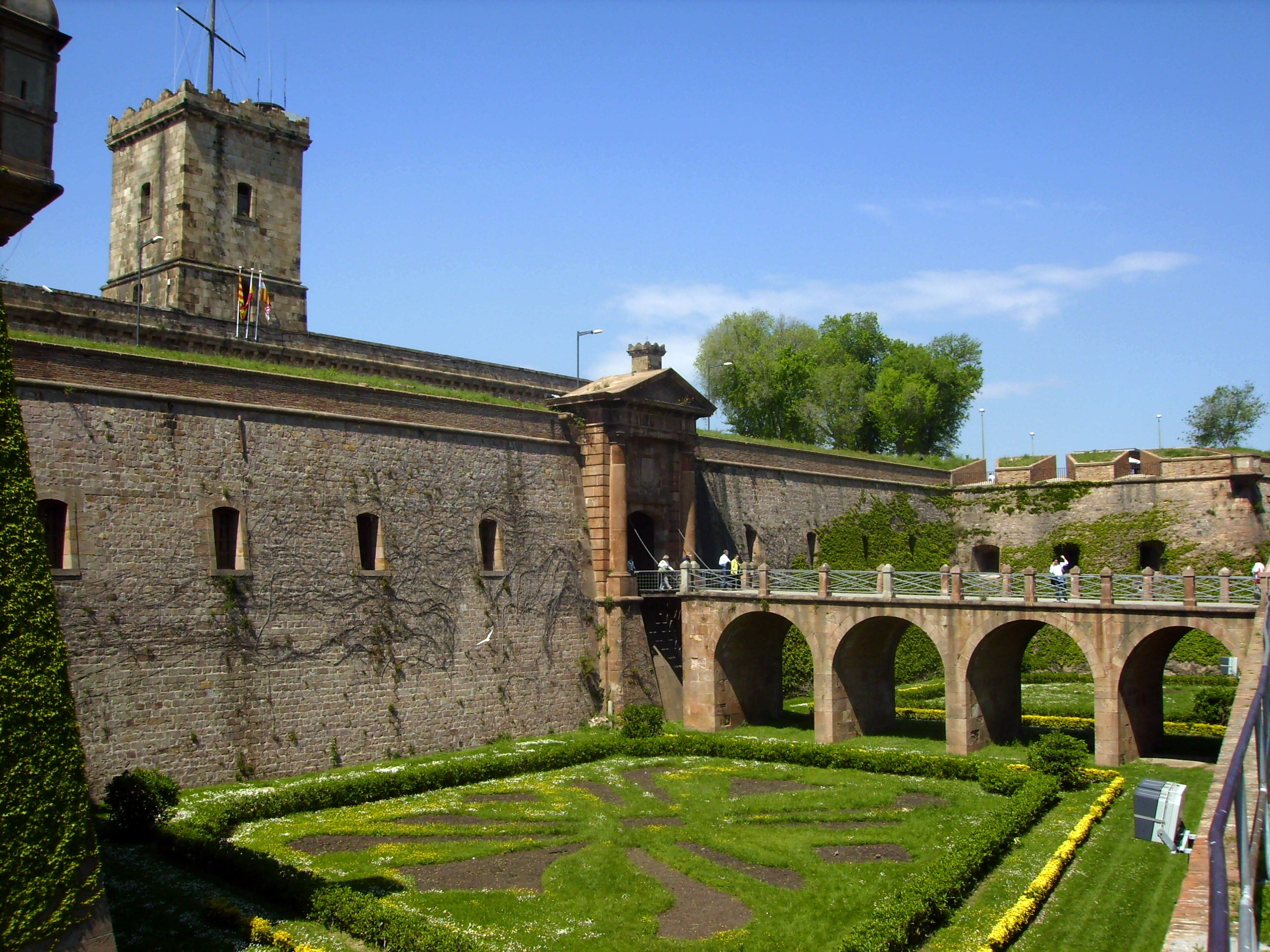
Castell de Montjuïc

- Castell de Burriac
- Castell de Cardona
- Castell de Dosrius
- Castell de Montjuïc
- Castell d’Orís
- Castell de Santa Florentina
- Castell de Tagamanent
- Castell Cartoixa de Vallparadís

### Provinz Tarragona
- Castell de Miravet
- Monestir de Sant Miquel d’Escornalbou
- Castell dels Comtes de Sicart

### Provinz Girona
- Castell de la Bisbal
- Castell de la Trinitat
- Castell de Montsoriu
- Castell de Peralada
- Castell de Quermançó
- Castell de Sant Ferran
- Castell de Sant Joan

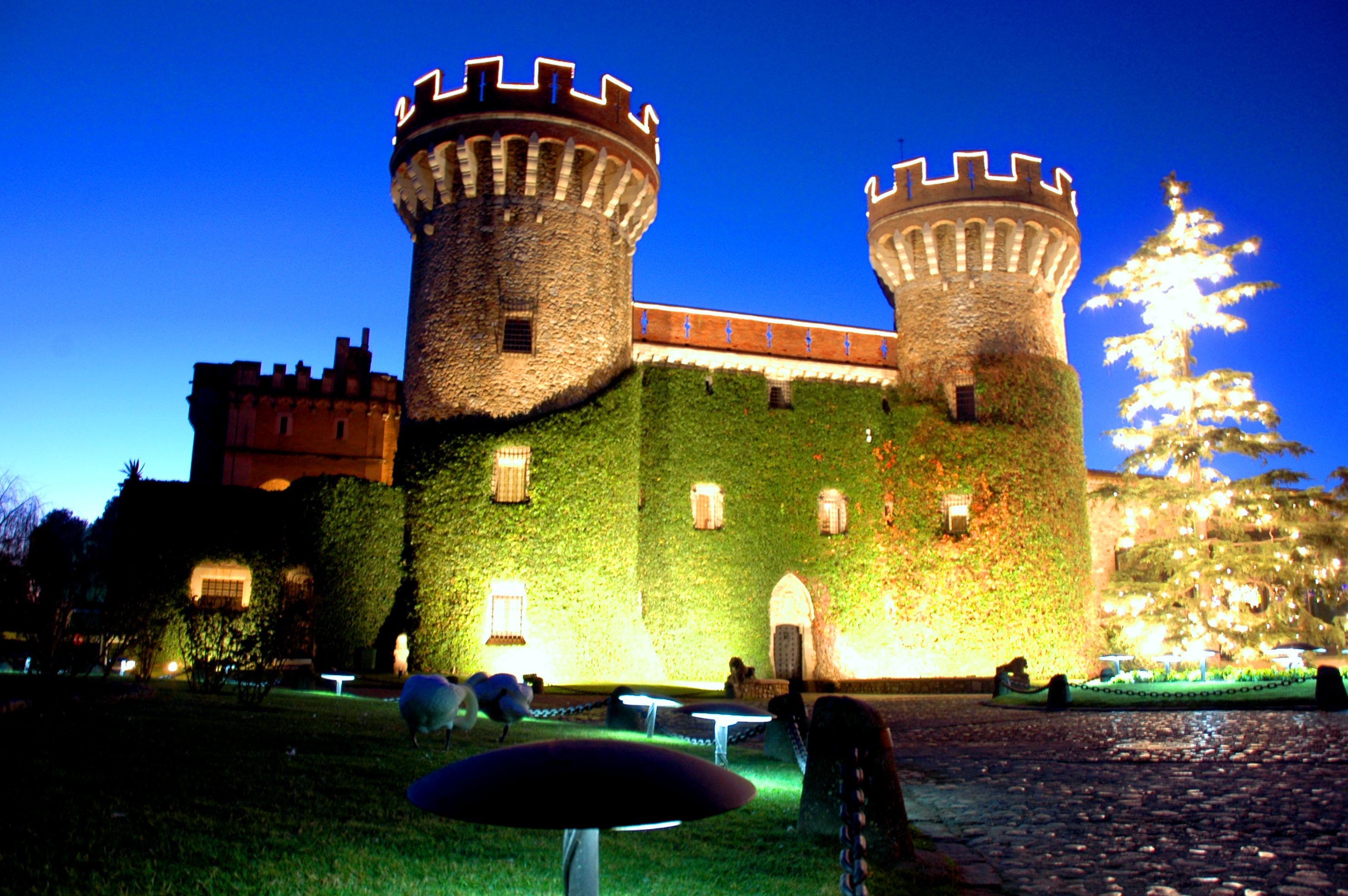
Castell de Peralada

- Castell de la Tallada (Baix Empordà)
- Ciutadella de Roses

### Provinz Lleida
- Castell de Besora
- Castell de Gardeny
- Castell de Montsonis
- Castell de la Tallada (Segarra)

## Kastilien-La Mancha

### Provinz Albacete
- Castillo de Caudete
- Castillo de Chinchilla de Montearagón
- Castillo de Almansa
- Castillo de Sierra
- Castillo de Montealegre del Castillo
- Castillo de Peñas de San Pedro
- Castillo de Munera
- Castillo de Alcaraz
- Castillo de Alcalá del Júcar
- Castillo de La Encomienda
- Castillo de Tobarra
- Castillo de Yeste
- Castillo de Cotillas
- Castillo de Ves
- Castillo de Llano de la Torre
- Castillo de Taibilla
- Castillo de Bienservida
- Castillo de Rochafrida
- Castillo de Vegallera
- Castillo viejo de Carcelén

### Provinz Ciudad Real
- Castillo de Alarcos
- Castillo de Alhambra
- Castillo-Convento de Calatrava la Nueva
- Castillo de Calatrava la Vieja
- Castillo de Caracuel
- Castillo de Doña Berenguela
- Castillo de la Estrella
- Castillo de Piedrabuena
- Castillo de Pilas Bonas
- Castillo de Peñarroya
- Castillo de Salvatierra (Ciudad Real)

### Provinz Cuenca
- Torre Mangana, (Cuenca)
- Castillo de Cuenca, (Cuenca)
- Castillo de Alarcón
- Castillo de Belmonte
- Castillo de Garcimuñoz
- Castillo de Huete, Alcazaba de Wabda oder Castillo de Luna
- Castillo de Puebla de Almenara – (Puebla de Almenara)
- Castillo de Haro (Villaescusa de Haro)
- Castillo de Moya (Moya)
- Castillo de Rochafrida Beteta
- Castillo del Cañavate, (El Cañavate)
- Castillo de Santiago de la Torre, (San Clemente)
- Castillo de Paracuellos, (Paracuellos)
- Castillo de Uclés, (Uclés)
- Castillo de Montalbo, (Montalbo)
- Castillo de La Hinojosa, (La Hinojosa)
- Castillo de Rus, (San Clemente)
- Torre del Moro, (Honrubia)
- Torre Vieja, (San Clemente)
- Torre de Ranera, (Talayuelas)
- Castillo de Minglanilla, (Minglanilla)
- Castillo de Iniesta, (Iniesta)
- Castillo de Zafra de Záncara, (Zafra de Záncara)
- Castillo de Huélamo, (Huélamo)
- Castillo de Cañete, (Cañete)

### Provinz Guadalajara
- Castillo de Albalate de Tajuña, in der Gemeinde Luzaga
- Castillo de Albaráñez, in der Nähe von Salmerón
- Castillo de Alcocer
- Fortaleza de Alcolea de Torote, zwischen Torrejón del Rey und Galápagos
- Castillo de Alcorlo, del Corlo oder del Congosto, in San Andrés del Congosto
- Castillo de Algar de Mesa
- Castillo de Alhóndiga
- Castillo de Almalaff, in der Nähe von Hortezuela de Océn
- Castillo de Almoguera
- Castillo de Alpetea, in der Gemeinde Villar de Cobeta
- Castillo de Anguix
- Torre de Aragón, in Molina de Aragón
- Castillo de Aragosa
- Castillo de Arbeteta
- Castillo de Atienza
- Castillo de Baides
- Castillo de Bembibre, in Castilmimbre
- Castillo de Berninches
- Castillo de Canales del Ducado
- Castillo de Casasana
- Castillo de Castejón de Henares
- Castillo de Castilforte
- Castillo de Castilnuevo
- Torre de Chilluentes,  in der Gemeinde Tartanedo
- Torre de Centenera de Suso, in der Gemeinde Atanzón
- Castillo de Cobeta
- Castillo de Codes
- Castillo del Conde don Julián, in der Gemeinde Taravilla
- Castillo de Cogolludo
- Castillo del Cuadrón o de Santa Ana, in Auñón
- Castillo de Cuevas Minadas
- Castillo de Diempures, in Cantalojas
- Castillo de Don Juan Manuel, in Cifuentes
- Torre de Doña Blanca, in der Gemeinde Taravilla
- Castillo de Doña Urraca oder de Molinán, in Beleña de Sorbe
- Castillo de Durón
- Castillo de Embid
- Castillo de Escamilla
- Castillo de Escopete
- Castillo de Espinosa de Henares oder El Palacio
- Castillo de Establés oder de la Mala Sombra
- Castillo de Fuentelencina und torre de la Mora Cantana
- Castillo de la Fandiña, in der Gemeinde Taravilla
- Castillo de Fuentelsaz
- Castillo de Fuentelviejo
- Castillo de Fuentes, in Fuentes de la Alcarria
- Castillo de los Funes, in Villel de Mesa
- Castillo de Galve de Sorbe oder de los Zúñiga
- Castillo de Guijosa
- Castillo viejo de Guijosa
- Castillo de Guisema, in der Gemeinde Tortuera
- Alcázar Real de Guadalajara
- Castillo de Hita
- Castillo de Hueva
- Castillo de Inesque, zwischen Angón y Pálmaces de Jadraque, in der Gemeinde Atienza
- Castillo de Jadraque
- Castillo de Labros
- Casa fuerte de La Bujeda, zwischen Traid y Otilla
- Fortaleza de Las Inviernas
- Castillo de La Yunta
- Castillo de Loranca de Tajuña
- Atalaya de los Casares, in der Gemeinde Riba de Saelices
- Castillo de Mandayona
- Castillo de Mayrena, in Horche
- Castillo de Mesa, in der Gemeinde Villel de Mesa
- Castillo de Miedes de Atienza
- Castillo de Milmarcos
- Castillo de Mochales
- Castillo de Molina de Aragón oder fortaleza de Molina de los Caballeros
- Castillo de Mondéjar
- Castillo de Montarrón
- Castillo del Moro, in Terzaga
- Castillo de los Moros, in der Nähe von Luzón
- Casilla de los Moros, in Membrillera
- Castillo de los Moros, in Tierzo
- Castillo de Motos
- Castillo de Muduex
- Castillo de Murel de Tajo oder de Santa María de Murel, zwischen Morillejo y Carrascosa de Tajo
- Castillo de Ocentejo
- Fortaleza de Otilla
- Castillo de Orea
- Castillo de Palazuelos
- Castillo de Pareja
- Castillo de Pelegrina
- Castillo de Peña Bermeja, in Brihuega
- Castillo de Peñahora, in der Nähe von Humanes
- Castillo de Peñalén
- Castillo de Peñalver
- Castillo de las Peñas Alkalathem oder de las Peñas Alcalatenas, zwischen Trillo und Viana de Mondéjar, auf Tetas de Viana
- Pesebrico del Cid, castillo de Álvaro Yáñez oder castillo de Barafáñez, in der Nähe von Romanones
- Castillo de Pioz
- Castillo de Rocha Frida, in der GemeindeAtanzón
- Castillo de Rueda de la Sierra
- Castillo de Saceda, in der Nähe von Peralejos de las Truchas
- Castillo de Salmerón
- Fuerte fusilero de San Francisco, in Guadalajara
- Castillo de Santiuste, in der Nähe von Corduente
- Torre de Séñigo, in der Nähe von Sigüenza
- Casa fuerte de Setiles
- Castillo de Sigüenza
- Castillo de Riba de Santiuste
- Castillo de Tamajón
- Castillo de Tendilla
- Castillo de Trillo
- Castillo de Torija
- Fortaleza de Torrecuadrada de los Valles
- Fortaleza de Torrecuadrada de Molina
- Castillo de Torresaviñán, de San Juan oder de la Luna, in La Torresaviñán
- Castillo de Trijueque
- Castillo de Uceda
- Castillo de Valfermoso de Tajuña
- Castillo de Valtablado del Río
- Castillo de Vállaga, in der Gemeinde Illana
- Casa fuerte de la Vega de Arias, in der Nähe von Tierzo
- Castillo de Viana de Mondéjar
- Castillo de Yunquera de Henares
- Castillo de Zafra, in der Nähe von Campillo de Dueñas
- Alcazaba de Zorita, in Zorita de los Canes

### Provinz Toledo
- Alcázar de Toledo
- Castillo de Consuegra
- Castillo de Escalona
- Castillo de Villalba
- Castillo de San Servando (Toledo)
- Castillo de Montalbán
- Castillo de Olmos
- Castillo de Guadamur
- Castillo de Oropesa
- Castillo de Malpica de Tajo
- Castillo de Maqueda
- Castillo de Peñas Negras
- Castillo de Cuerva
- Castillo de Barcience
- Castillo de Malamoneda
- Castillo de Orgaz
- Castillo de Almonacid
- Castillo de Dos Hermanas
- Castillo de Oreja
- Castillo de Guadalerzas
- Castillo de Peñaflor
- Castillo de la Vela
- Castillo de San Silvestre
- Castillo de Casarrubios del Monte
- Castillo de San Vicente
- Castillo de Monreal
- Castillo de Gálvez

## Kastilien-León

### Provinz Ávila
- Castillo de La Adrada
- Castillo de don Álvaro de Luna (Arenas de San Pedro)
- Castillo de Arévalo
- Castillo del Alcázar (Ávila)
- Castillo de Valcorneja (El Barco de Ávila)
- Castillo de Bonilla de la Sierra
- Castillo de Zurraquín (Cabezas del Villar)
- Castillo de El Mirón
- Castillo de Aunqueospese (Mironcillo)
- Castillo de Mombeltrán
- Castillo del Duque de Montellano (Narros de Saldueña)
- Castillo-Palacio de Magalia (Las Navas del Marqués)
- Castillo Conde de Rasura (Rasueros)
- Castillo de Castronuevo (Rivilla de Barajas)
- Castillo de Villaviciosa (Solosancho)
- Castillo de Villatoro (Villatoro)

### Provinz Burgos
- Castillo de Albillos (Villagonzalo-Pedernales)
- Castillo de Arenillas de Muñó (Estepar)
- Castillo de Belorado
- Castillo de Burgos
- Castillo de los Cartagena (Olmillos de Sasamón)
- Castillo de Castrojeriz
- Castillo de Coruña del Conde
- Castillo de los Duques de Frías (Frías)
- Castillo de Espinosa de los Monteros (Espinosa de los Monteros)
- Castillo de Frías
- Castillo de Haza
- Castillo de La Loja (Quintana de Valdivieso)
- Castillo de Malvecino (Población de Valdivieso)
- Castillo de Miranda de Ebro
- Castillo de Peñaranda de Duero
- Castillo de Picón de Lara (Lara de los Infantes)
- Castillo de Poza (Poza de la Sal)
- Castillo de Rebolledo (Rebolledo de la Torre)
- Castillo de Santa Gadea del Cid
- Castillo de Sotopalacios
- Castillo de Torregalindo
- Castillo de Torrepadierne (Pampliega)
- Castillo de Urbel (Urbel del Castillo)
- Castillo de Villaúte
- Castillo de Virtus
- Castillo de Zumel

### Provinz León
- Castillo de Alcuetas
- Castillo de Alija del Infantado
- Castillo de Balboa
- Castillo de Corullón
- Castillo de Cea
- Castillo de Grajal (Grajal de Campos)
- Castillo de Laguna de Negrillos
- Castillo de Palacios de Valduerna
- Castillo de Ponferrada
- Castillo de Quintana del Marco
- Castillo de Villanueva de Jamuz (Santa Elena de Jamuz)
- Castillo de Santa María de Ordas
- Castillo de Valencia de Don Juan
- Castillo de Sarracín (Vega de Valcarce)
- Palacio de los Marqueses de Villafranca (Villafranca del Bierzo)
- Castillo de Villapadierna
- Castillo de Cornatel (Priaranza del Bierzo)

### Provinz Palencia
- Castillo de Aguilar de Campoo
- Castillo de Ampudia
- Castillo de Astudillo
- Castillo de Belmonte de Campos (Belmonte de Campos)
- Castillo de las Cabañas de Castilla
- Castillo de Sarmiento (Fuentes de Valdepero)
- Castillo de Monzón de Campos
- Castillo de Gama
- Castillo de Hornillos de Cerrato
- Castillo de Palenzuela
- Castillo de Saldaña
- Castillo de la Estrella de Campos (Torremormojón)

### Provinz Salamanca
- Castillo de Alba de Tormes
- Real Fuerte de la Concepción (Aldea del Obispo)
- Castillo de Enrique II de Trastámara (Castillo de Ciudad Rodrigo)
- Castillo de Ledesma
- Castillo de Sobradillo
- Castillo de Béjar
- Castillo de Miranda del Castañar
- Castillo de Monleón
- Castillo de Montemayor del Río
- Castillo de Puente del Congosto
- Castillo de San Felices (San Felices de los Gallegos)
- Castillo de Buen Amor (Villanueva de Cañedo)

### Provinz Segovia
| Name                     | Ort | Typ    | Entstehungszeit | Erhaltungszustand und heutige Nutzung | Bild |
| ------------------------ | --- | ------ | --------------- | ------------------------------------- | ---- |
| Castillo de Castilnovo   |     | Burg   | 12.–13. Jhd.    |                                       |      |
| Castillo de Coca         |     | Burg   | 15. Jhd.        | Fortswirtschaftshule mit Internat     |      |
| Castillo de Cuéllar      |     |        |                 |                                       |      |
| Castillo de Pedraza      |     |        |                 |                                       |      |
| Alcázar de Segovia       |     | Burg   | 11. Jhd.        |                                       |      |
| Castillo de Turégano     |     |        |                 |                                       |      |
| Palacio Real (Riofrio)   |     | Palast |                 | 1751                                  |      |
| Palacio Real (La Granja) |     | Palast |                 | 1720                                  |      |

### Provinz Soria
- Castillo de Almenar (Almenar de Soria)
- Castillo de Berlanga de Duero
- Castillo de Osma (El Burgo de Osma)
- Castillo de Calatañazor
- Castillo de Caracena
- Castillo de Gormaz
- Castillo de Magaña
- Castillo de Medinaceli
- Castillo de Montuenga
- Castillo de Peñalcázar
- Castillo de la Raya (Monteagudo de la Vicarías)
- Castillo de Rello
- Castillo de San Leonardo (San Leonardo de Yagüe)
- Castillo de Soria
- Castillo de Ucero
- Castillo de Yanguas

### Provinz Valladolid
- Castillo de Barcial de la Loma
- Castillo de Canillas de Esgueva
- Castillo de Castromembibre
- Castillo de Castroverde de Cerrato
- Castillo de Abajo, Curiel de Duero
- Castillo de Arriba, Curiel de Duero
- Castillo de Curiel de Duero
- Castillo de Encinas de Esgueva
- Castillo de Foncastín
- Castillo de Fuensaldaña
- Castillo de Fuente el Sol
- Castillo de Íscar
- Castillo de La Mota
- Castillo de Montealegre
- Castillo de Montealegre de Campos
- Castillo de Mucientes
- Castillo de Peñafiel
- Castillo de Portillo
- Castillo de San Pedro de Latarce
- Castillo de Simancas
- Castillo de Tiedra
- Castillo de Tordehumos
- Castillo de los Comuneros (Torrelobatón)
- Castillo de Trigueros del Valle
- Castillo de Urueña
- Castillo de Villafuerte de Esgueva
- Castillo de Villagarcía de Campos
- Castillo de Villalba de los Alcores
- Castillo de Villavellid

### Provinz Zamora
- Álcazar de Toro
- Asmesnal Castillo de Asmesnal oder Castillo de Alfaraz
- Castillo de Castrotorafe
- Castillo de Alba
- Castillo de Alcañices
- Castillo de Fermoselle
- Castillo de Granucillo
- Castillo de Peañausende
- Castillo de Puebla de sanabria
- Castillo de Villalonso
- Castillo de Villalpando
- Castillo de Villa Ceide
- Castillo de Zamora
- Torre del Caracol de Benavente
- Torreón de Ayoó de Vidriales

## Autonome Gemeinschaft Madrid
- Alcázar de Madrid
- Atalaya de El Berrueco
- Atalaya de Torrelodones
- Atalaya de El Vellón
- Atalaya de Venturada
- Castillo de La Alameda (Madrid)
- Castillo de Alcalá la Vieja (Alcalá de Henares)
- Castillo de Aulencia (Villanueva de la Cañada)
- Castillo de Batres
- Castillo de Buitrago del Lozoya
- Castillo de Casasola (Chinchón)
- Castillo de Chinchón
- Castillo de la Coracera (San Martín de Valdeiglesias)
- Castillo de Fuentidueña de Tajo
- Castillo nuevo de Manzanares el Real
- Castillo viejo de Manzanares el Real
- Castillo de Torrejón de Velasco
- Castillo de Torremocha (Santorcaz)
- Castillo de Villarejo de Salvanés
- Castillo de Villaviciosa de Odón
- Castillo de Viñuelas (Madrid)
- Torre de los Huesos (Madrid)
- Torre de Mirabel (Puentes Viejas)
- Torreón de Arroyomolinos
- Torreón de Fuentelámparas (Robledo de Chavela)
- Torreón de Pinto
- Palacio Real (Madrid)
- Palacio Real (Aranjuez)
- Palacio Real (El Pardo)

## Extremadura

### Provinz Cáceres
- Castillo de las Arguijuelas de Abajo
- Castillo de las Arguijuelas de Arriba
- Castillo de los Condes de Oropesa
- Castillo de Belvís de Monroy
- Castillo de Monroy
- Castillo de la Peña del Acero
- Alcázar de Plasencia
- Alcázar de Alcántara
- Castillo de Granadilla
- Castillo de Trujillo
- Castillo de Coria
- Castillo de Monfragüe
- Castillo de Alconétar
- Castillo de Grimaldo
- Castillo de Portezuelo
- Castillo de Santibáñez el Alto
- Almenara de Gata
- Castillo de Montánchez
- Castillo de Trevejo
- Castillo de Cabañas del Castillo
- Alcázar de Galisteo
- Castillo de Mayoralgo
- Castillo de Almaraz
- Castillo de Valverde de la Vera
- Castillo de Peñafiel
- Castillo de Salvaleón
- Castillo de Segura de la Sierra
- Castillo de Sotofermoso
- Castillo de Arroyo de la Luz
- Castillo de Brozas
- Castillo de Eljas
- Castillo de Salor
- Castillo de Torremenga
- Castillo de Viandar de la Vera
- Castillo de los Mogollones
- Fortaleza de Aldea del Cano
- Castillo de Cañamero
- Castillo de las Seguras
- Castillo de Mohedanos

### Provinz Badajoz
- Alcazaba de Badajoz
- Alcazaba de Mérida
- Alcazaba de Reina
- Castillo de Alange
- Castillo de Alconchel
- Castillo de Almorchón (Cabeza del Buey)
- Castillo de Azagala (Alburquerque)
- Castillo de Azuaga
- Castillo de Benquerencia de la Serena
- Castillo de Burguillos del Cerro
- Castillo de Capilla
- Castillo de La Codosera
- Castillo de la Encomienda (Villanueva de la Serena)
- Castillo de Feria
- Castillo de Fuente del Maestre
- Castillo de Fregenal de la Sierra
- Castillo de Herrera del Duque
- Castillo de Higuera de Vargas
- Castillo de Hornachos
- Castillo de Jerez de los Caballeros
- Castillo de Luna (Alburquerque)
- Castillo de Magacela
- Castillo de Mayorga (San Vicente de Alcántara)
- Castillo de Medellín
- Castillo de Montemolín
- Castillo de Olivenza
- Castillo de Puebla de Alcocer
- Castillo de Nogales
- Castillo de Piedrabuena (San Vicente de Alcántara)
- Castillo de Salvaleón
- Castillo de Salvatierra de los Barros
- Castillo de Segura de León
- Castillo de las Torres (Monesterio)
- Castillo de Villagarcía de la Torre
- Castillo de la Vaguada (Villalba de los Barros)
- Palacio de los Duques de Feria (Castillo de Zafra)
- Castillo de Zalamea de la Serena

## Galicien

### Provinz La Coruña
- Castillo de La Palma
- Castillo de Moeche
- Castillo de San Antón
- Castillo de San Felipe

### Provinz Lugo
- Castillo de Pambre

### Provinz Ourense
- Castillo de Sandiás
- Castillo de Monterrei
- Castillo de Castro Caldelas

### Provinz Pontevedra
- Castillo de Tebra
- Castillo Torres del Oeste
- Castillo de Sobroso
- Castillo de Fornelos
- Castillo de Sotomaior
- Castillo de Monterreal

## Balearische Inseln

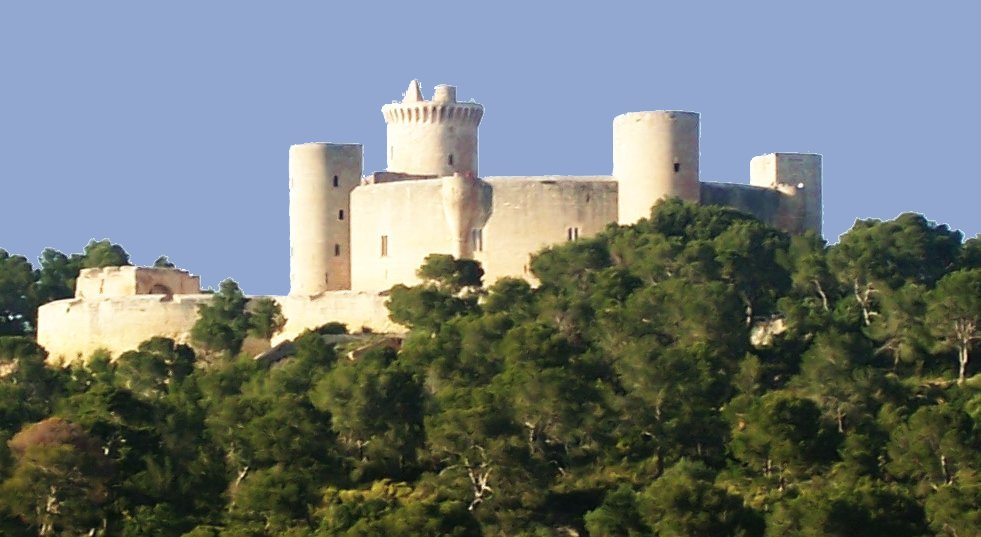
Castell de Bellver

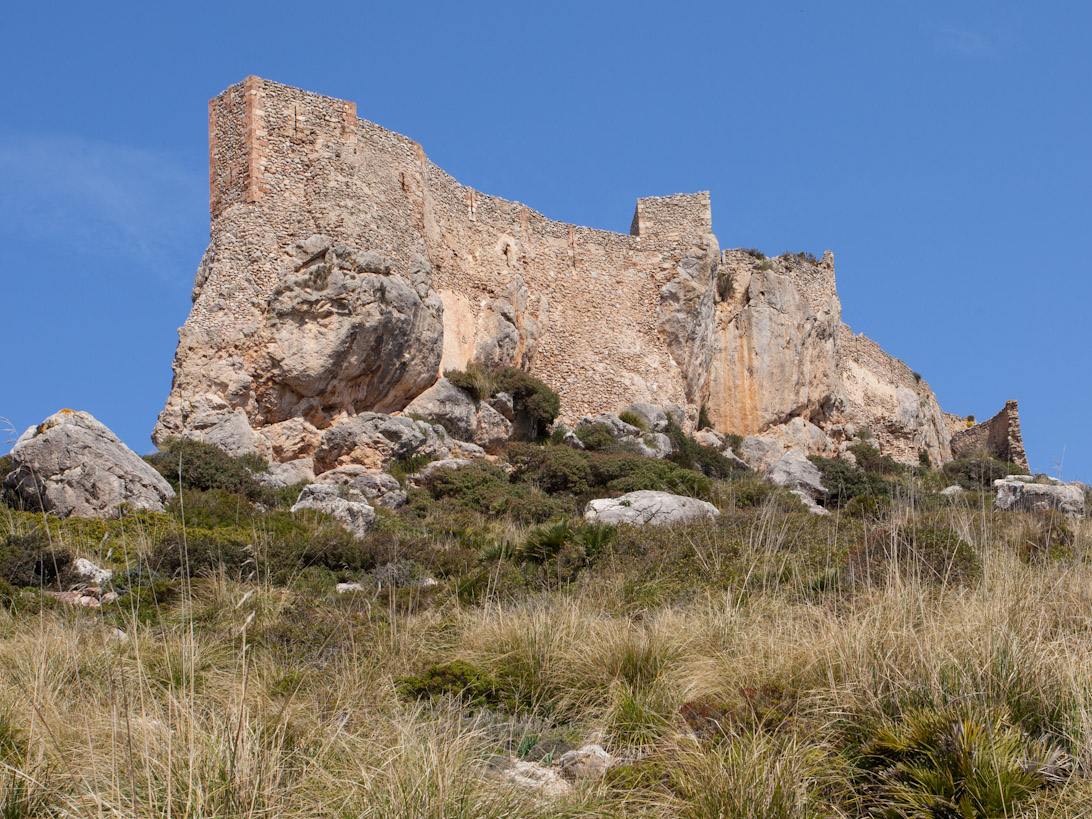
Castell del Rei

### Ibiza
- Dalt Vila in Ibiza/Eivissa

### Mallorca
- Castell d’Alaró
- Almudaina d’Artà
- Castell de Capdepera
- Castell de Bellver
- Castell de Bendinat in Calvià
- Castell del Moro in Deià
- Castell del Rei in Pollença
- Castell de Santueri in Felanitx
- Castell de sa Punta de n’Amer in Sant Llorenç des Cardassar
- Castell de Son Orlandis in Andratx

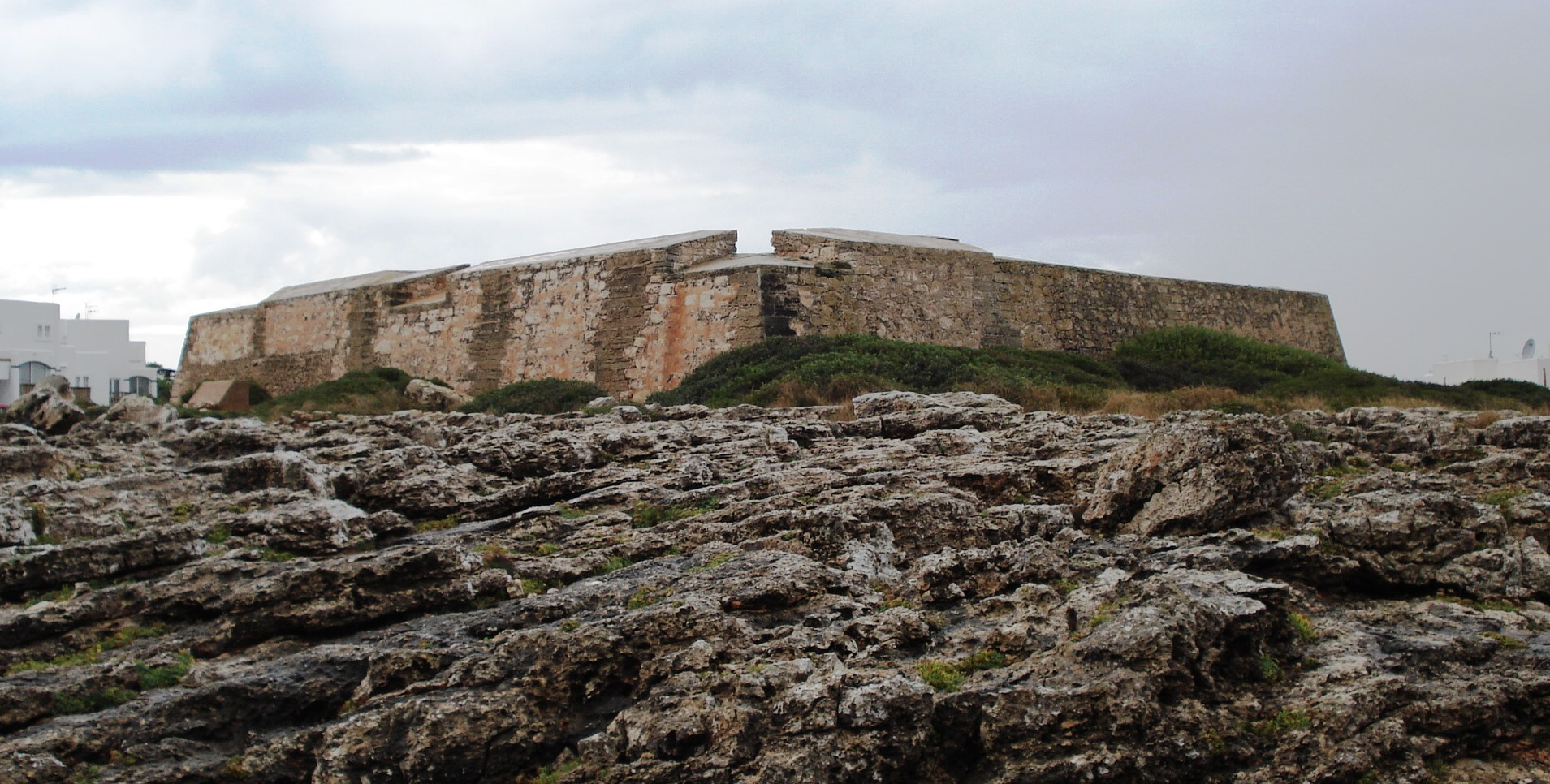
Es Forti in Cala d’Or

- Castell de Son Vida in Palma
- Fortalesa de Sant Carles in Palma
- Palau de l’Almudaina in Palma
- Es Forti in Cala d’Or

### Menorca
- Castell de Santa Àgueda in Ferreries
- Fortalesa de la Mola oder d’Isabel II in Maó

## Kanarische Inseln

### El Hierro
Es sind keine Burgen, Festungen, Paläste und Schlösser vorhanden auf El Hierro.

## Region Murcia
- Castillo de Aledo
- Castillo de Lorca
- Castillo de la Concepción von Cartagena
- Castillo de la Atalaya von Cartagena
- Castillo de Galeras von Cartagena
- Castillo de San Julián (Cartagena)
- Castillo de los moros von Cartagena
- Castillo de Jumilla
- Castillo de Monteagudo
- Castillo de Mula
- Castillo de Moratalla
- Hisn Mola
- Torre fortaleza de Alguazas

## Navarra
- Castillo de Javier
- Castillo de Olite
- Castillo de Santacara

## Region La Rioja
- Castillo de Aguas Mansas in Agoncillo
- Castillo de Arnedo
- Castillo de Castañares de las Cuevas
- Castillo de Clavijo
- Castillo de Cornago
- Castillo de Davalillo
- Castillo de Jubera
- Castillo de Leiva
- Castillo de Sajazarra
- Castillo de San Vicente de la Sonsierra

## Autonome Gemeinschaft Baskenland

### Guipúzcoa
- Castillo de Gaztelu Zahar
- Castillo de Carlos V (Fuenterrabía)

### Vizcaya
- Castillo de Arteaga
- Castillo de Butrón

## Land Valencia

### Provinz Alicante
- Castillo de las Adzaharas
- Castillo de Agost
- Castillo de Agres
- Castillo de Aixa
- Castillo de Alfofra
- Castillo de Biar
- Castillo de Elda
- Castillo de Forna
- Castillo de Guardamar
- Castillo de la Mola
- Castillo del Mascarat
- Castillo de Monforte del Cid
- Castillo de Monóvar
- Castillo de Orihuela
- Castillo de Petrer
- Castillo del Río
- Castillo de Santa Bárbara
- Castillo de San Fernando (Alicante)
- Castillo de Santa Pola
- Castillo de Sax
- Castillo de Villena
- Palacio de Altamira
- Castillo de Salvatierra (Villena)

### Provinz Castellón

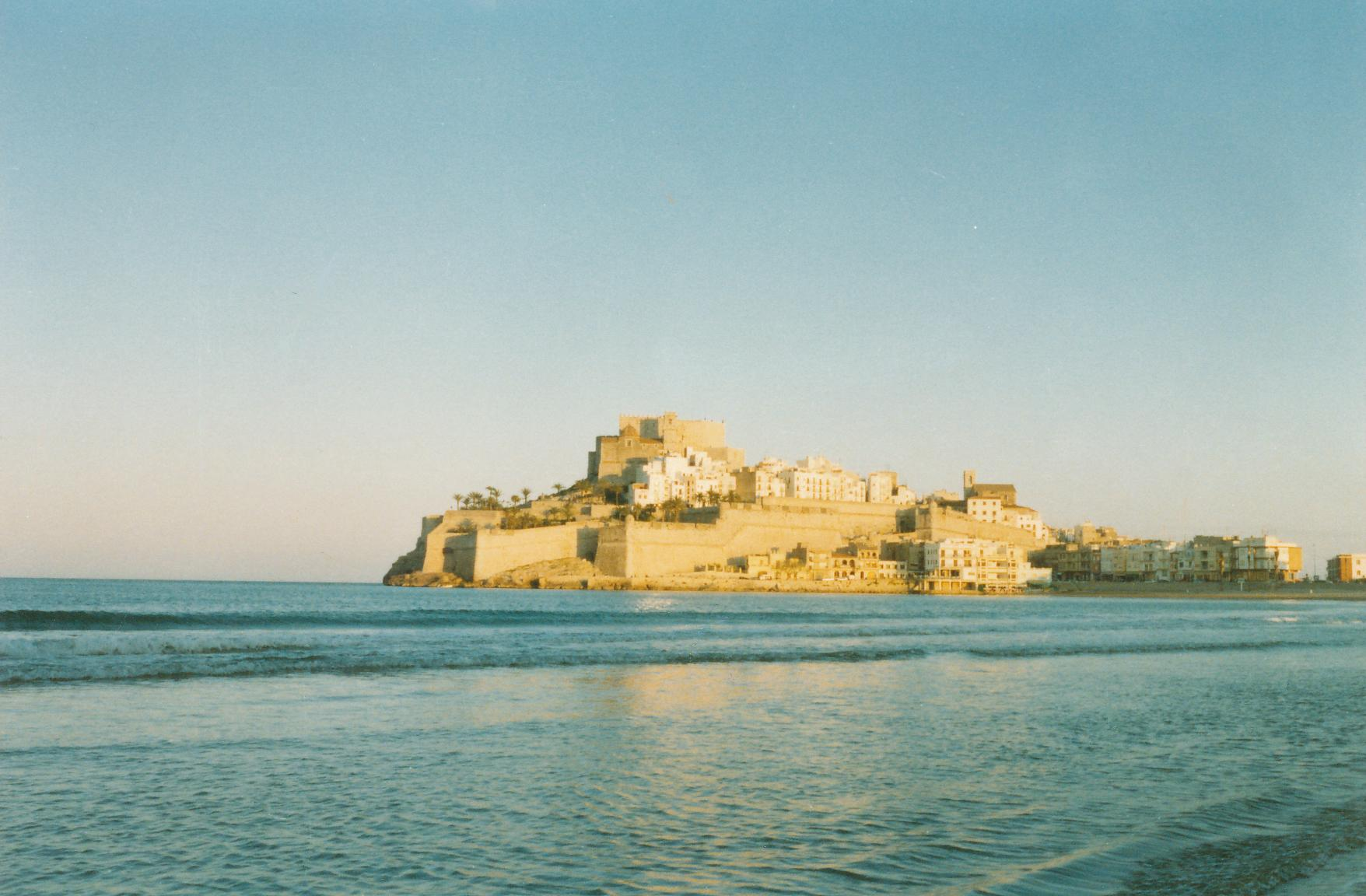
Castillo de Peñíscola

- Castillo de Abenromá
- Castillo de Albocácer
- Castillo de Benalí
- Castillo de Fadrell
- Castillo de Morella
- Castillo de Peñíscola

### Provinz Valencia
- Castillo de Ademuz
- Castillo de Ayora
- Castillo de Moixent
- Castillo de Rugat
- Castillo de Xio
- Palacio - Castillo de Alaquàs
- Palacio - Castillo de Albalat dels Sorells

- Karte mit allen verlinkten Seiten:
- OSM |
- WikiMap